# Cabo Blanco (Costa Rica)
Cabo Blanco es un accidente geográfico ubicado en Costa Rica, en el extremo sur de la península de Nicoya, sobre las aguas del océano Pacífico. Pertenece al distrito de Cóbano, en el cantón y provincia de Puntarenas. Frente a las costas de este cabo, se ubica también la Isla Cabo Blanco. Tanto el cabo como la isla forma parte de la Reserva Nacional Absoluta Cabo Blanco, el área protegida más antigua de Costa Rica y Centroamérica (21 de octubre de 1963). Se encuentra ubicado dentro del área de vida del bosque tropical húmedo de la península de Nicoya, sin embargo, Cabo Blanco se caracteriza precisamente por presentar también especies de bosque seco, cuyos árboles pierden sus hojas durante el verano. Cabo Blanco es un refugio de gran importancia para la protección de aves marinas, y es también una de las áreas de mayor belleza escénica de la costa del Pacífico.

## Geografía
El cabo Blanco es una plataforma rocosa de profundos acantilados, ubicada en el extremo sur de la península de Nicoya. Posee dos playas extensas de arena blanca: Cabo Blanco y Balsitas.

### Isla Cabo Blanco
La isla Cabo Blanco, ubicada a 1600 metros de la costa del cabo, es un peñón rocoso de paredes casi verticales, mide unos 600 m de largo por 150 m de ancho y carece totalmente de vegetación. En su parte norte existe una gran cueva formada por la acción del mar, que se estrella con fuerza sobre sus costados, y como una curiosidad, del lado noreste en la pendiente y cerca del mar, hay una grieta por donde gotea agua dulce. Un angosto y peligroso sendero, en su costado este, que permite subir hasta la cima, fue construido hace mucho tiempo para dar mantenimiento a los dos faros que existieron en diferentes épocas, el último, cuyos restos aún se pueden ver, fue abandonado alrededor de la década de 1980. El islote permanece casi enteramente cubierto por guano durante todo el año, dándole un aspecto blancuzco desde la distancia, de allí el nombre de Cabo Blanco.

### Clima
El clima de la región es tropical, con una temperatura promedio anual de aproximadamente 27 °C. La precipitación anual alcanza en promedio los 2300 mm. La estación lluviosa se extiende de mayo a noviembre, mientras que la estación seca abarca de diciembre a abril.

## Área protegida
La Reserva Nacional Absoluta Cabo Blanco fue creada en 1963, antes del establecimiento del sistema de parques nacionales de Costa Rica (1970), por el sueco Nils Olof Wessberg y su esposa, la danesa Karen Mogensen, con el propósito de conservar los últimos bosques naturales de la región, que estaban en peligro de desaparecer. Esta pareja logró conseguir el interés de organismos internacionales y de instituciones nacionales para financiar el proyecto. La fundación de la Reserva de Cabo Blanco marca el momento en que Costa Rica inicia su política de conservación del entorno natural, ya que es la primera área protegida establecida con ese propósito específico. Su creación también fue un hito que impulsó el establecimiento del actual Sistema Nacional de Áreas de Conservación.
La reserva posee una extensión de 1.172 hectáreas en la parte terrestre y 1.790 hectáreas en la parte marina, un kilómetro mar adentro a partir de la costa. Cabo Blanco es un refugio para especies de flora y vida salvaje del Pacífico seco y para la gran cantidad de especies marinas.

### Flora
Cabo Blanco presentan dos tipos de bosques: primario y secundario. A la vez, conserva ejemplares tanto de bosque tropical húmedo como bosque tropical seco. Existen un total de 119 especies de árboles en Cabo Blanco. Por ser una zona de mayor precipitación que el resto del Pacífico seco costarricense (aproximadamente 2300 mm por año), predominan especies siempreverdes. Los árboles más abundantes son el madroño, el guácimo, el jobo, el chaperno, el indio desnudo, el pochote y el guarumo. Otras especies presentes son el ardillo, el sonzapote verde, el yos, la balsa, el yayo, el aguacatillo, el flor blanca, el capulín, el gallinazo, el guayabón, la palma real, el guácimo colorado, el guanacaste y el guabo. En las áreas de bosque primario poco disturbado, las especies dominantes, con alturas de más de 30 m, son el ojoche, el níspero, el pochote y el espavel. Un pochete que se encuentra al lado del sendero al cerro Maven, tiene unos 50 m de alto y unos 3 m de diámetro a la altura del pecho.

### Fauna

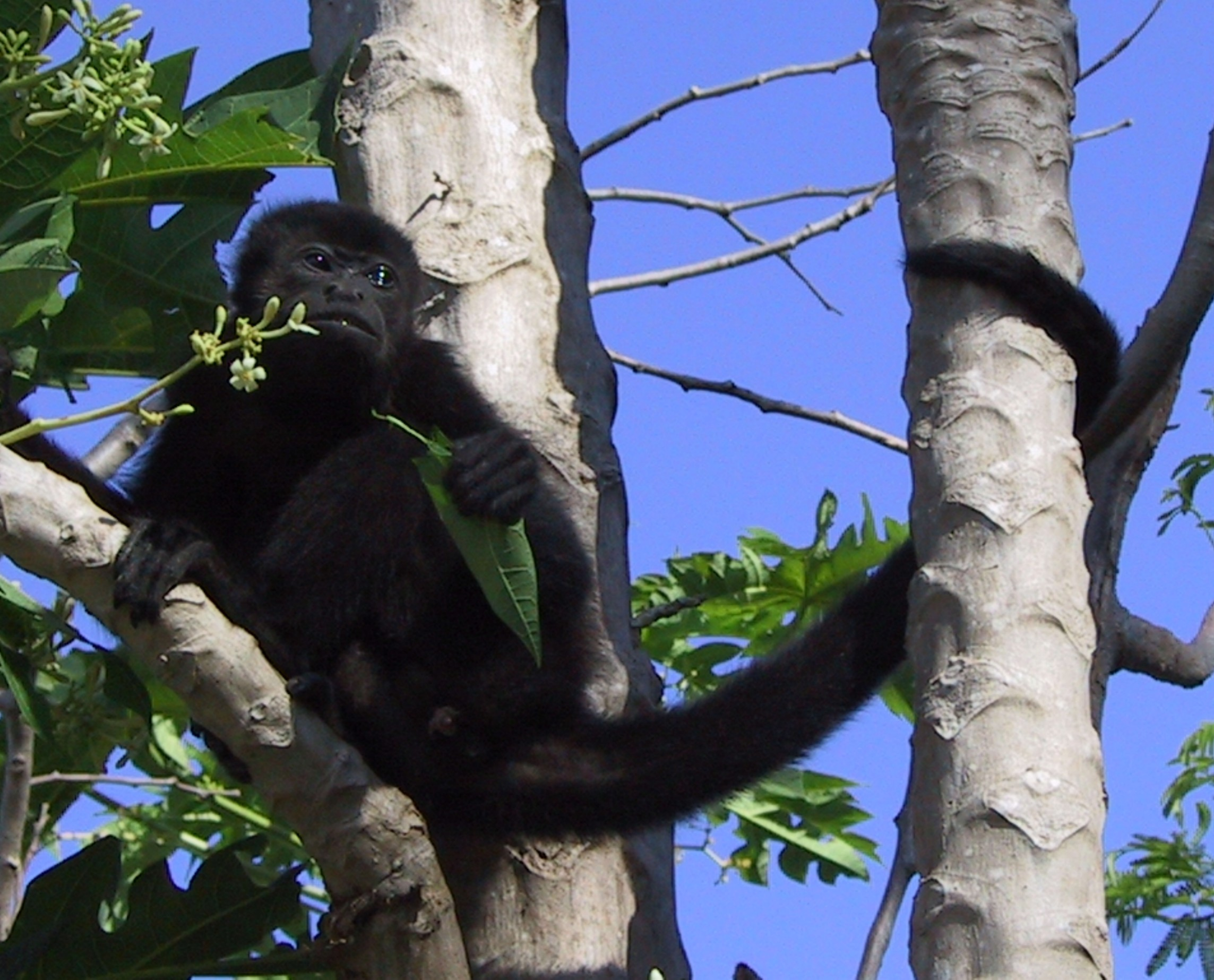
Mono aullador.

A pesar del tamaño relativamente pequeño de la reserva, la fauna es bastante variada. Son muy abundantes las ardillas. Se pueden encontrar otras especies como el venado, el mono congo, el mono colorado, el puerco espín, la guatuza, el tepezcuintle, el pizote, el mapachín, la martilla, el zorro hediondo, el zorrillo, el coyote, el zorro pelón, el cusuco, el oso colmenero, el tigrillo, el león breñero y el puma. Entre las aves terrestres, las más comunes son el saltarín toledo, la urraca copetona, la garceta grande, la garcilla bueyera, la garcilla verde, la paloma coliblanca, el quebrantahuesos, la viuda amarilla, la viuda roja, la pava crestada, el pavón grande, la chachalaca olivácea, el tijo, la espátula rosada, el martín pescador collarejo, la tortolita común, el perico aliamarillo, el zopilote negro y el zopilote cabecirrojo.
A lo largo de la costa existen tres dormideros de pelícanos pardos, a cada uno de los cuales llegan unas 150 aves al atardecer, para pasar la noche sobre árboles de pochote y flor blanca. Existen abundantes especies de aves que habitan Isla Cabo Blanco, las cuales se pueden observar posadas o sobrevolando: pelícano pardo, tijereta de mar, pato aguja, gaviota reidora, golondrina de mar y piquero moreno, esta última posee una población que se estima en 800 ejemplares.

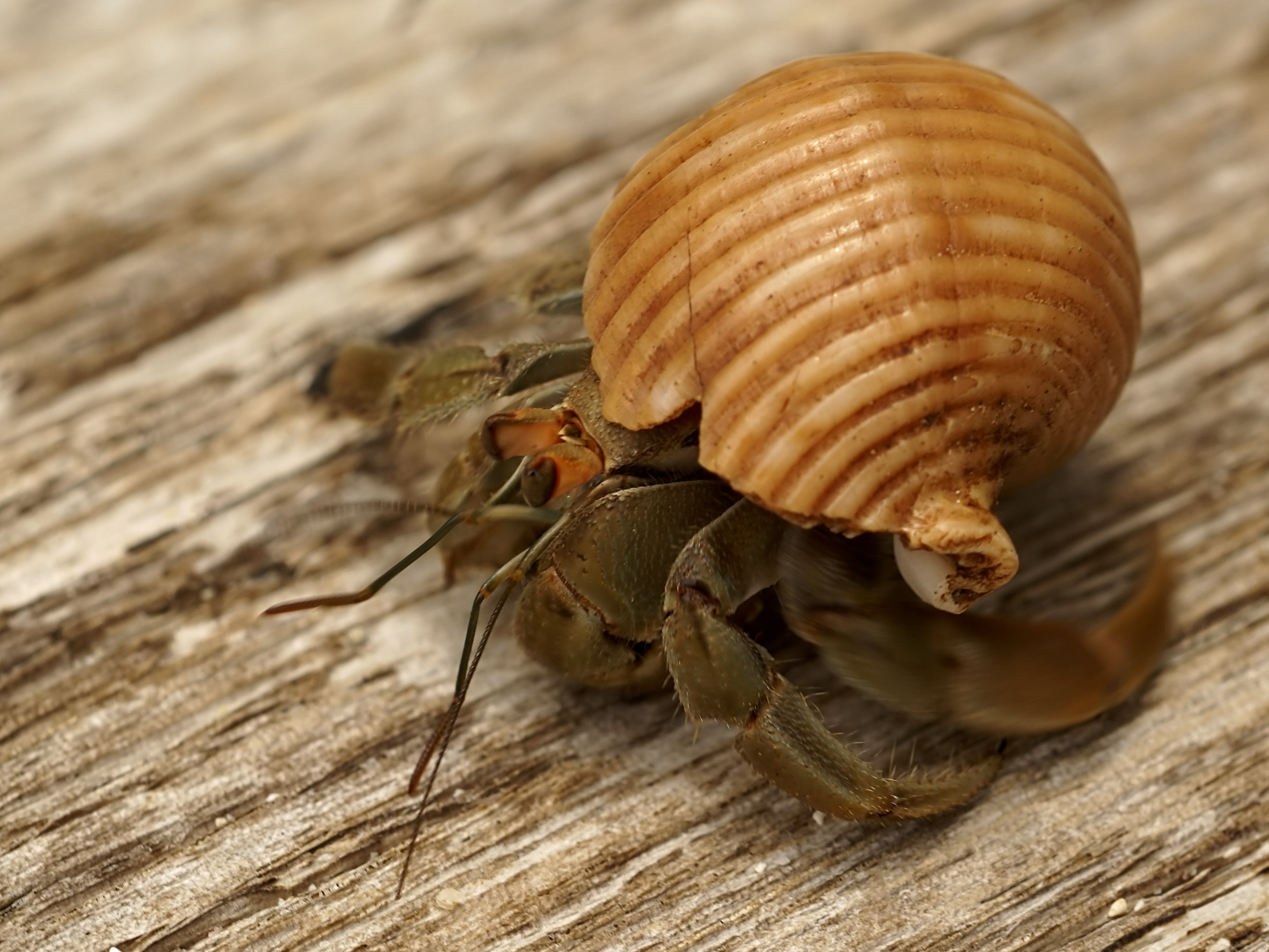
Coenobita compressus.

La fauna marina de esta reserva es diversa aunque no abundante. En el mar se encuentran peces tales como el bonito, el jurel, el cuminate volador, el róbalo, la macarela, la lisa, los pargos roquero, amarillo, rojo y manchado; el mero, el bobo amarillo, el mano de piedra, el timburil (que se infla al ser pescado), la corvina rayada, el pez palmito y la salema. Algunos de ellos son muy pequeños como los pececillos que quedan atrapados en las lagunillas de marea y que pueden medir unos pocos centímetros y otros son enormes como el mero, que puede llegar a pesar 300 kg. Abundan también las rayas y los tiburones martillo y gato. Entre los moluscos, las especies más importantes son los pulpos, los cambutes, las almejas y las ostras, estas dos últimas muy escasas. Entre los crustáceos se encuentran las langostas y los cangrejos ermitaño, marinero y violinista. En las rocas, durante la marea baja se pueden observar cascos de burro, cirripedios, burgados, lapas, pepinos de mar y pequeños ofiuros semejantes a estrellas de mar.

### Cultura
Durante la época precolombina, la península de Nicoya estuvo habitaba por indígenas de la etnia chorotega. En la reserva, cerca del Sendero Sueco, se han encontrado yacimientos arqueológicos precolombinos. Durante la época de la Conquista española, en la región se estableció una reducción indígena conocida como Santo Domingo de Cabo Blanco. En la época colonial, se colocó en la isla Cabo Blanco un faro con un vigía, el cual reportó en 1684 dos avistamientos de piratas que se adentraban en el golfo de Nicoya.
Dentro de la reserva existen dos recursos culturales, ambos relacionados con el mar. Se trata de dos barcos naufragados: uno se encuentra ubicado frente a la playa Cabo Blanco, el cual aparenta tener unos 150 años. Una punta de metal sobresale como testigo de este naufragio. El otro es el llamado Grand Ranger, que encalló en 1971 frente a playa Balsitas. Este barco, de gran tamaño, se observa en la actualidad ya muy deteriorado y con un gran boquete en la parte central, a nivel del agua.

### Administración
Hay 4 programas para administrar la reserva:
- Programa de Investigación propone el desarrollo de la investigación como se establecen y ejecutan las medidas de control y supervisión.

- Programa de Mantenimiento, el cual se ha establecido para la mejora y la construcción de equipo dentro de la reserva.

- Programa de Protección, evita acciones ilícitas dentro de la reserva como la cacería, la pesca y cualquier otra extracción de productos del bosque.

- Programa de Educación Ambiental, pretende mejorar la relación con la comunidad para crear una atmósfera favorable para las personas que viven cerca de la reserva. Además vela por la atención del turista, tanto nacional como internacional.

### Turismo

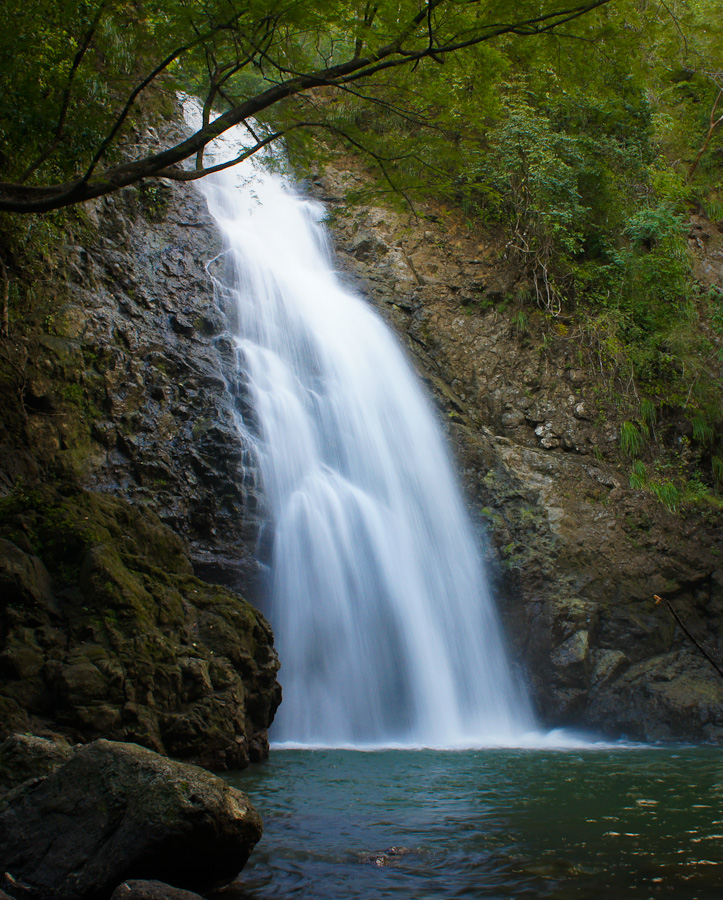
Catarata cerca de Montezuma.

El mar frente a las costas de Cabo Blanco es azul y profundo, lo que sumado a una vegetación con predominio de especies siempre verdes y que llega hasta el borde de la costa, interesantes formaciones geológicas, una fauna variada, e infinidad de lagunillas de marea baja donde quedan apresadas diversas especies de organismos marinos, convierten a Cabo Blanco en uno de los parques más interesantes y bellos del Área de Conservación Tempisque y del país.
Para llegar a la reserva, la ruta más conveniente desde la capital San José son las carreteras que comunican con Puntarenas (ruta 27, Cambronero o Monte del Aguacate). En dicha ciudad se toma el ferry a Paquera, y una vez allí, la carretera Cóbano-Cabuya-Administración. La carretera Paquera-Cóbano es asfaltada en buen estado hasta Cóbano, y la sección Cóbano-Administración está lastreada también en buen estado, por lo que se puede viajar en cualquier tipo de vehículo.
También se puede acceder desde Liberia tomando la vía que comunica Nandayure, Jicaral, Lepanto, Playa Naranjo, Paquera, Tambor, Cóbano, Montezuma, Cabuya y Cabo Blanco.
Existe servicio de autobús Nicoya-Paquera, Paquera-Cóbano, y Cóbano-Cabuya, y también servicio de taxi Cóbano-Cabuya. En Cabuya se pueden adquirir alimentos. La población más cercana donde existen hotel, restaurantes y supermercado es Cabuya a 2,5 km de la administración. Cerca de Cabo Blanco se encuentran las playas de Malpaís (oeste) y Montezuma (este), populares sitios turísticos a nivel nacional e internacional.
La reserva está abierta al público general de miércoles a domingo, de 7:00 a. m. a 4:00 p. m. Presenta dos senderos: el Sendero Sueco (4200 m) hacia playa Cabo Blanco y playa Balsitas, y el Sendero Danés (2300 m), en forma circular. Se cuenta con estacionamiento, centro de visitantes, áreas de almuerzo, áreas de descanso, sanitarios, duchas, agua potable y cobro electrónico.

## Galería

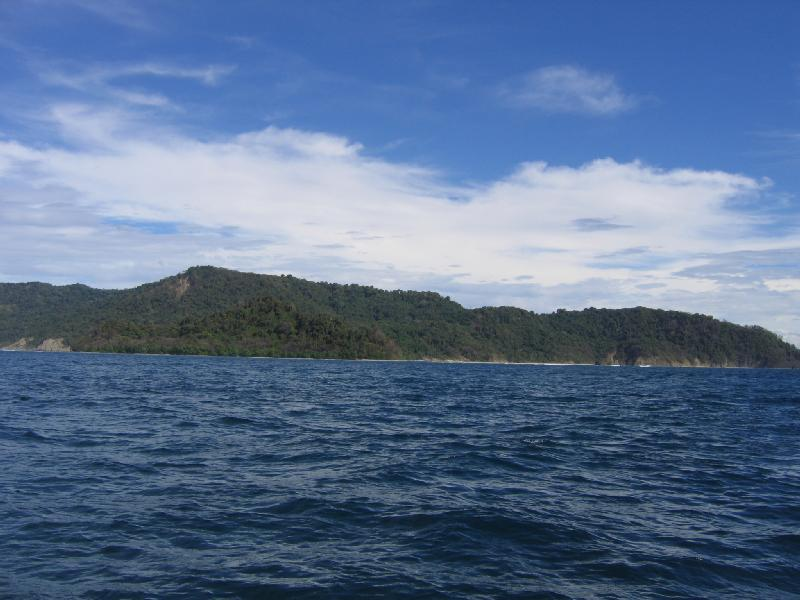
Vista de Cabo Blanco desde el océano.
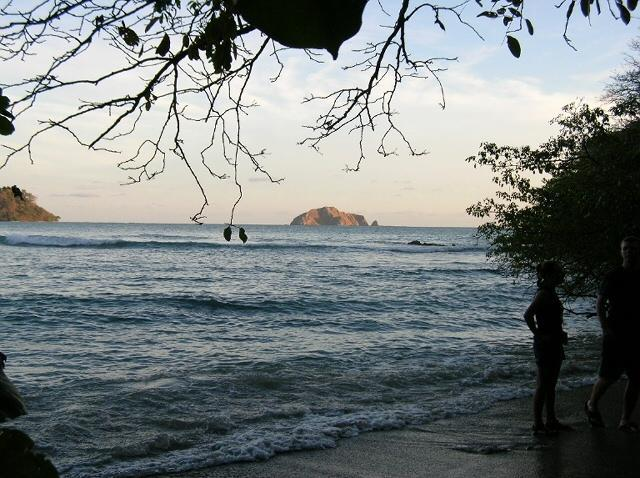
Isla Cabo Blanco.
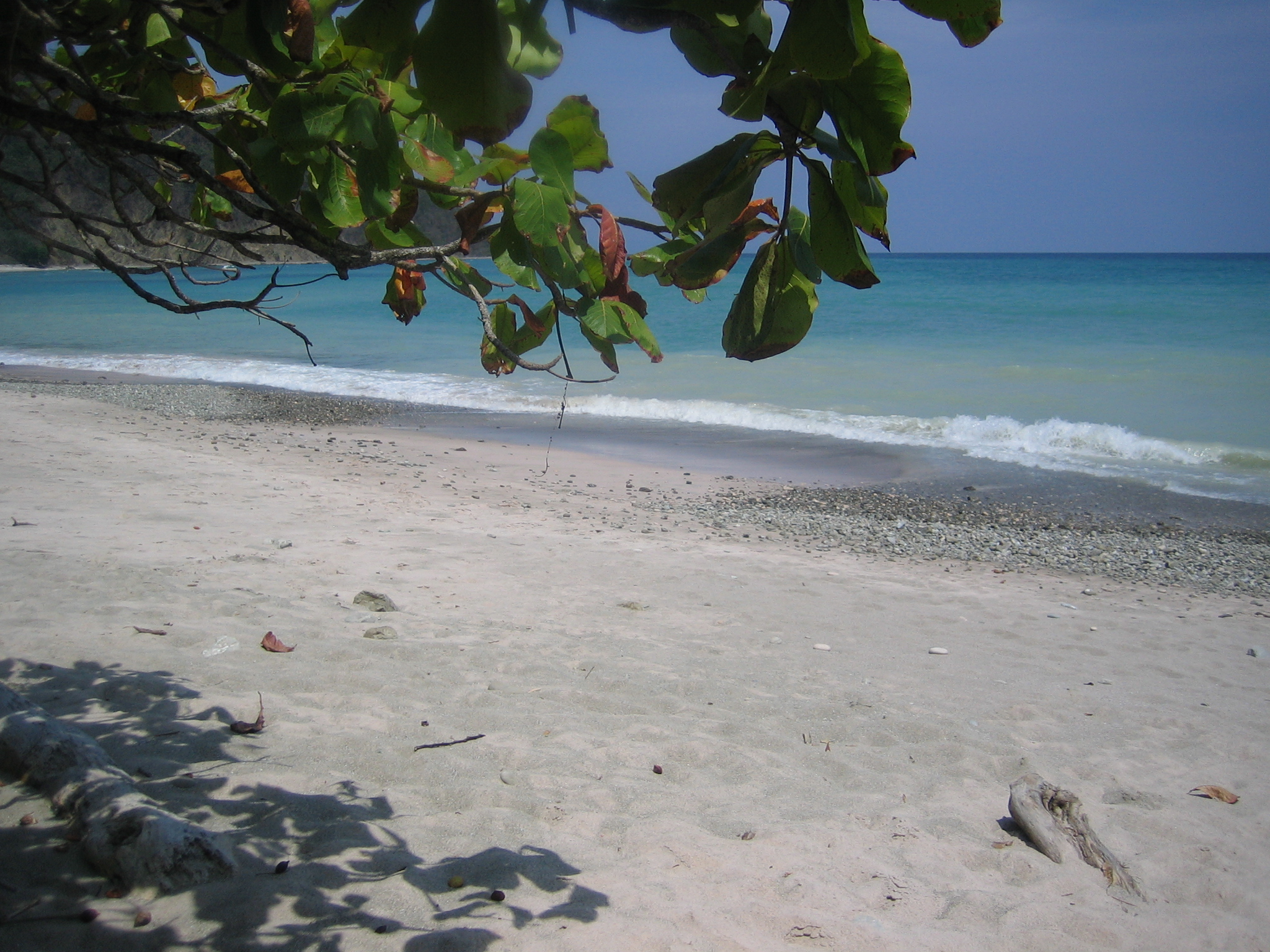
Playa de Cabo Blanco.
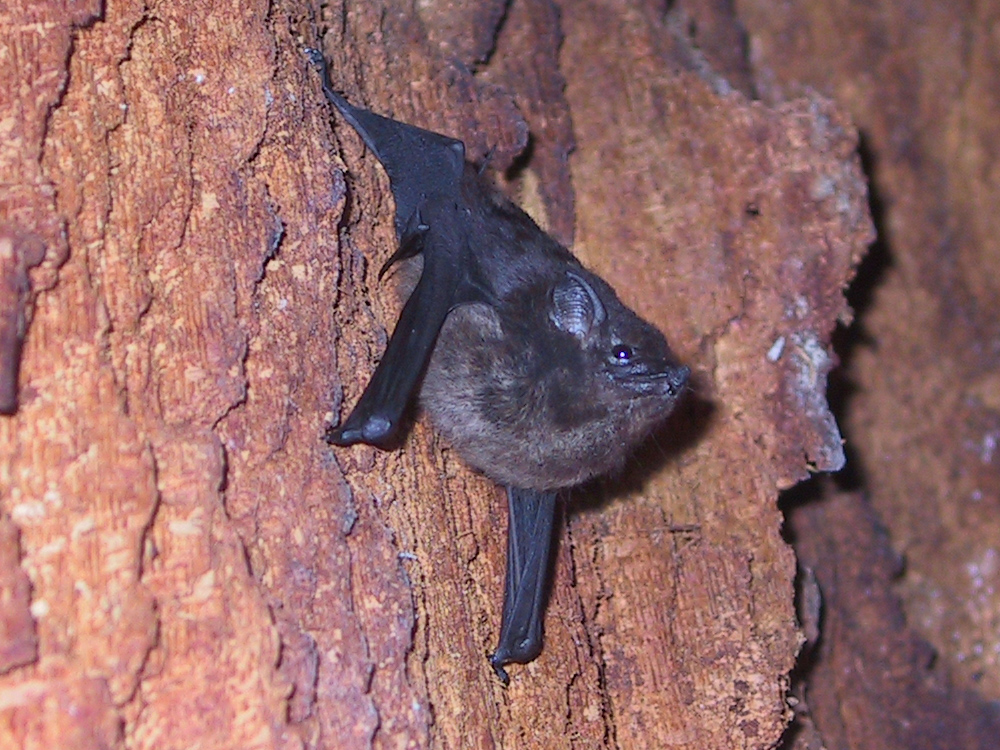
Ejemplar de Saccopterix sp en Cabo Blanco.
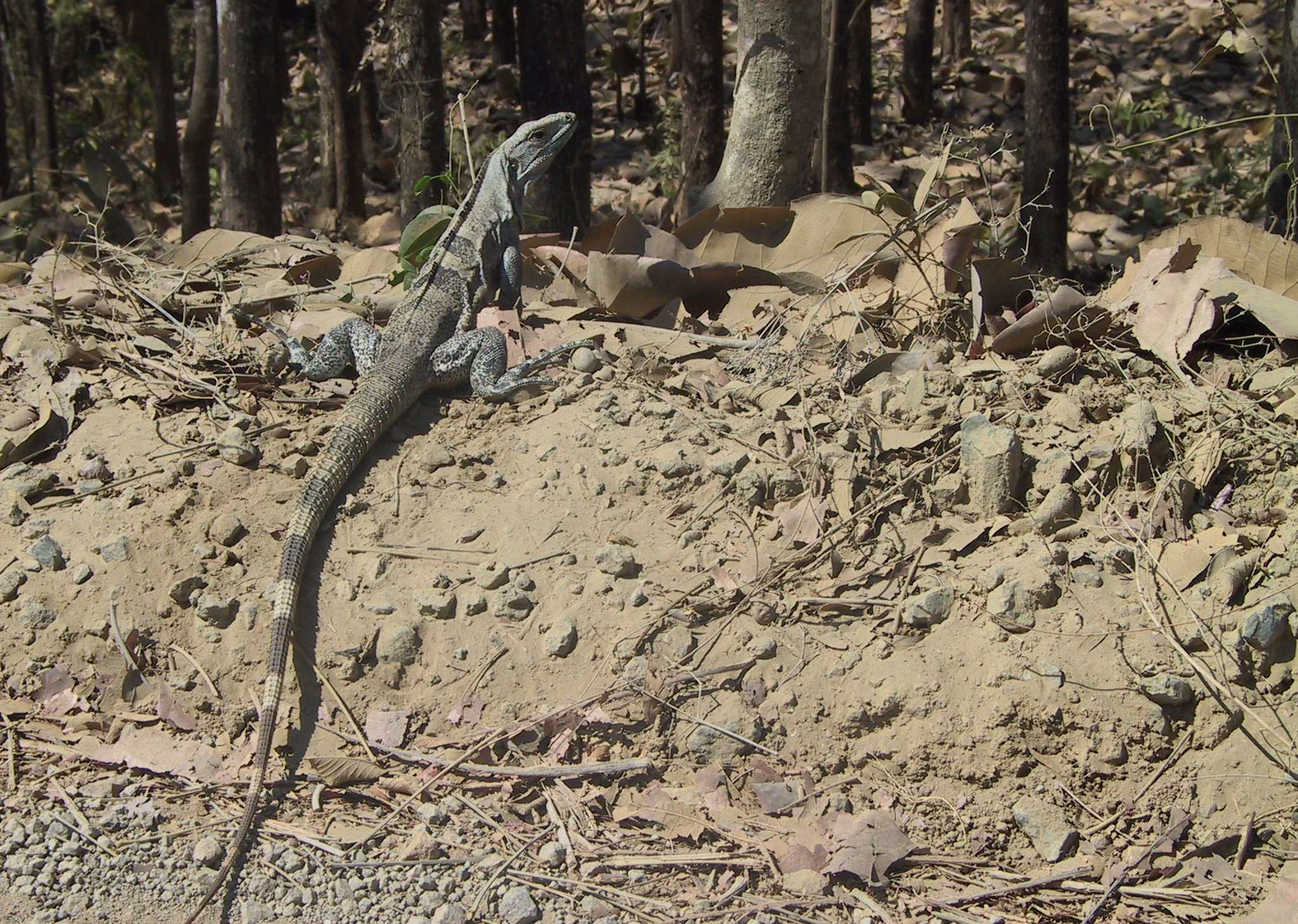
Ctenosaura similis.
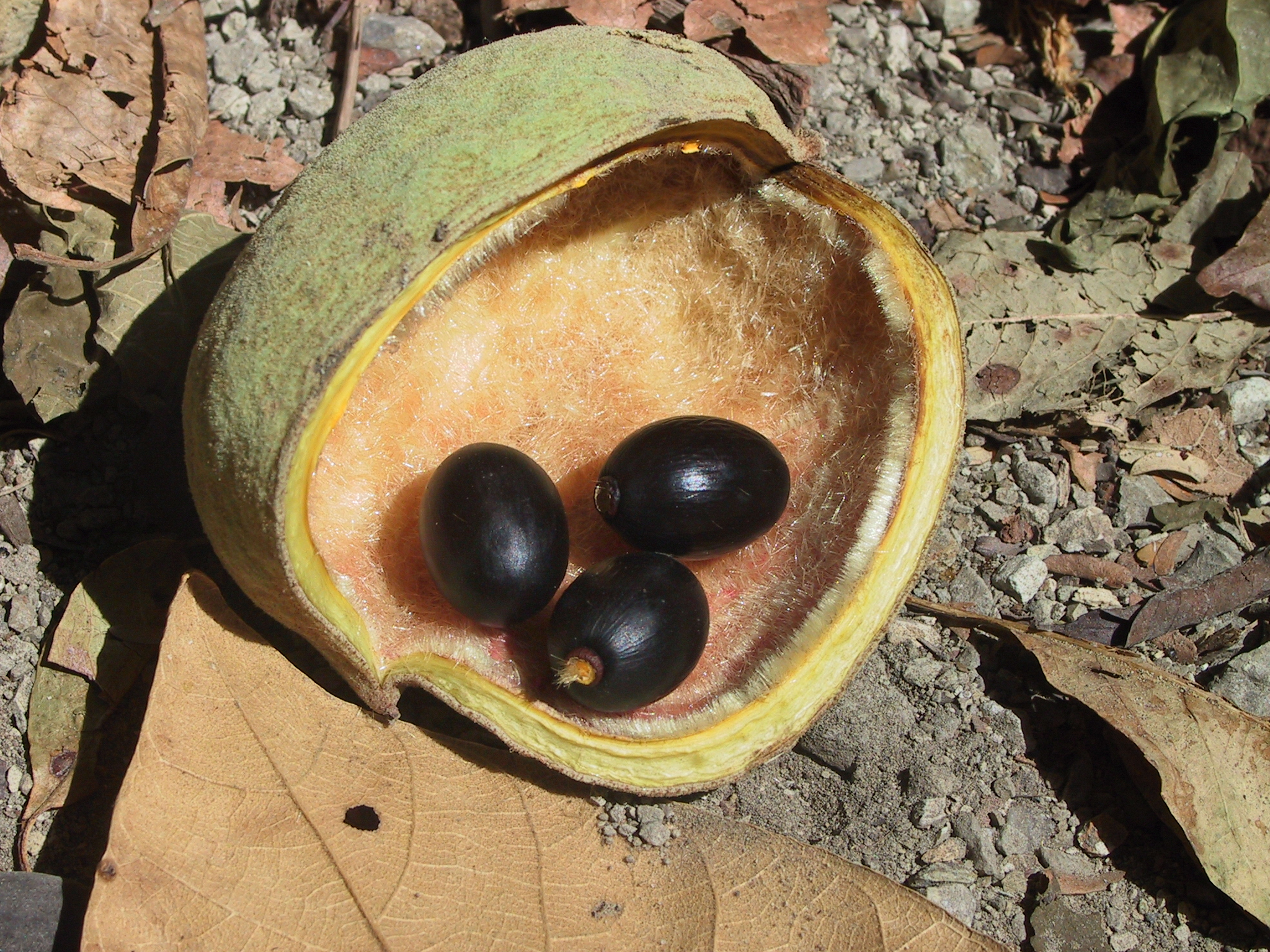
Sterculia apetala.